# Alexander von Falkenhausen
Alexander von Falkenhausen, född 29 oktober 1878 på godset Blumenthal, Neisse, Schlesien, död 31 juli 1966 i Nassau, Rheinland-Pfalz, var en tysk friherre och general. Under andra världskriget var han militärguvernör för Belgien.

## Biografi
Under första världskriget senare del stred von Falkenhausen vid Palestinafronten och dekorerades med Pour le Mérite.
Under 1930-talet tjänstgjorde han som Chiang Kai-sheks militäre rådgivare i uppbygget av den Nationella revolutionära armén.

### Andra världskriget
von Falkenhausen var från den 22 maj 1940 till den 15 juli 1944 militärguvernör för ämbetsområdet Belgien-Nordfrankrike. År 1940 var han därjämte kortvarig militärguvernör för Nederländerna och Luxemburg.
Han var nära vän med Carl Friedrich Goerdeler och Erwin von Witzleben, två av Adolf Hitlers främsta motståndare. Efter 20 juli-attentatet 1944 riktades misstankar mot von Falkenhausen och han internerades i koncentrationslägret Buchenwald och senare i Dachau.
År 1951 dömde en belgisk domstol von Falkenhausen till 12 års fängelse för krigsförbrytelser. Då von Falkenhausen redan hade avtjänat en tredjedel av sitt straff, benådades han av förbundskansler Konrad Adenauer, redan tre veckor efter rättegångens slut,

## Befordringshistorik
| Datum            | Tjänstegrad                     |
| ---------------- | ------------------------------- |
| 13 mars 1897     | Underlöjtnant                   |
| 1 januari 1899   | Löjtnant                        |
| 22 mars 1910     | Kapten                          |
| 22 mars 1915     | Major                           |
| 27 juni 1916     | Överstelöjtnant, Osmanska armén |
| 18 december 1920 | Överstelöjtnant, Reichsheer     |
| 1 april 1924     | Överste                         |
| 1 april 1928     | Generalmajor                    |
| 1 oktober 1929   | Generallöjtnant                 |
| 1 september 1940 | General av infanteriet          |

## Utmärkelser i urval
- Pour le Mérite: 1918
- Tyska korset i silver: 1943
- Ärekorset
- Krigsförtjänstkorset av första klassen med svärd
- Krigsförtjänstkorset av andra klassen med svärd